# José Luis López Panizo
José Luis López Panizo (ur. 6 lutego 1922, zm. 14 lutego 1990) – hiszpański piłkarz narodowości baskijskiej. 
Przez większość kariery zawodniczej związany był z Athletic Bilbao. Piłkarzem klubu z Bilbao był w latach w 1939-1955, wcześniej grał w mniejszych drużynach, m.in. w Sestao Sport Club. W tym czasie w lidze rozegrał blisko 325 spotkań i zdobył 136 bramek. Dwukrotnie, w 1941 i 1956, zostawał mistrzem Hiszpanii. Sięgał po Copa del Generalísimo (ówczesna nazwa Pucharu Króla, czyli Pucharu Hiszpanii) w 1943, 1944, 1945 i 1950. Karierę sportową zakończył w Sociedad Deportiva Indautxu w 1956 roku. W reprezentacji Hiszpanii debiutował 23 czerwca 1946 w meczu z Irlandią i do 1953 w barwach tego kraju rozegrał 13 spotkań i strzelił 2 bramki. Brał udział w MŚ 50, gdzie Hiszpania zajęła czwarte miejsce. 

## Sukcesy
Athletic Bilbao
- mistrzostwo Hiszpanii → 1943,
- Puchar Hiszpanii → 1943, 1944, 1945, 1950

Hiszpania
- Mistrzostwa Świata w Piłce Nożnej 1950 → 4. miejsce